# François Jouffroy
François Jouffroy (Dijon, 1806. február 1. – Laval, 1882. június 26.) francia szobrász.

## Életpályája

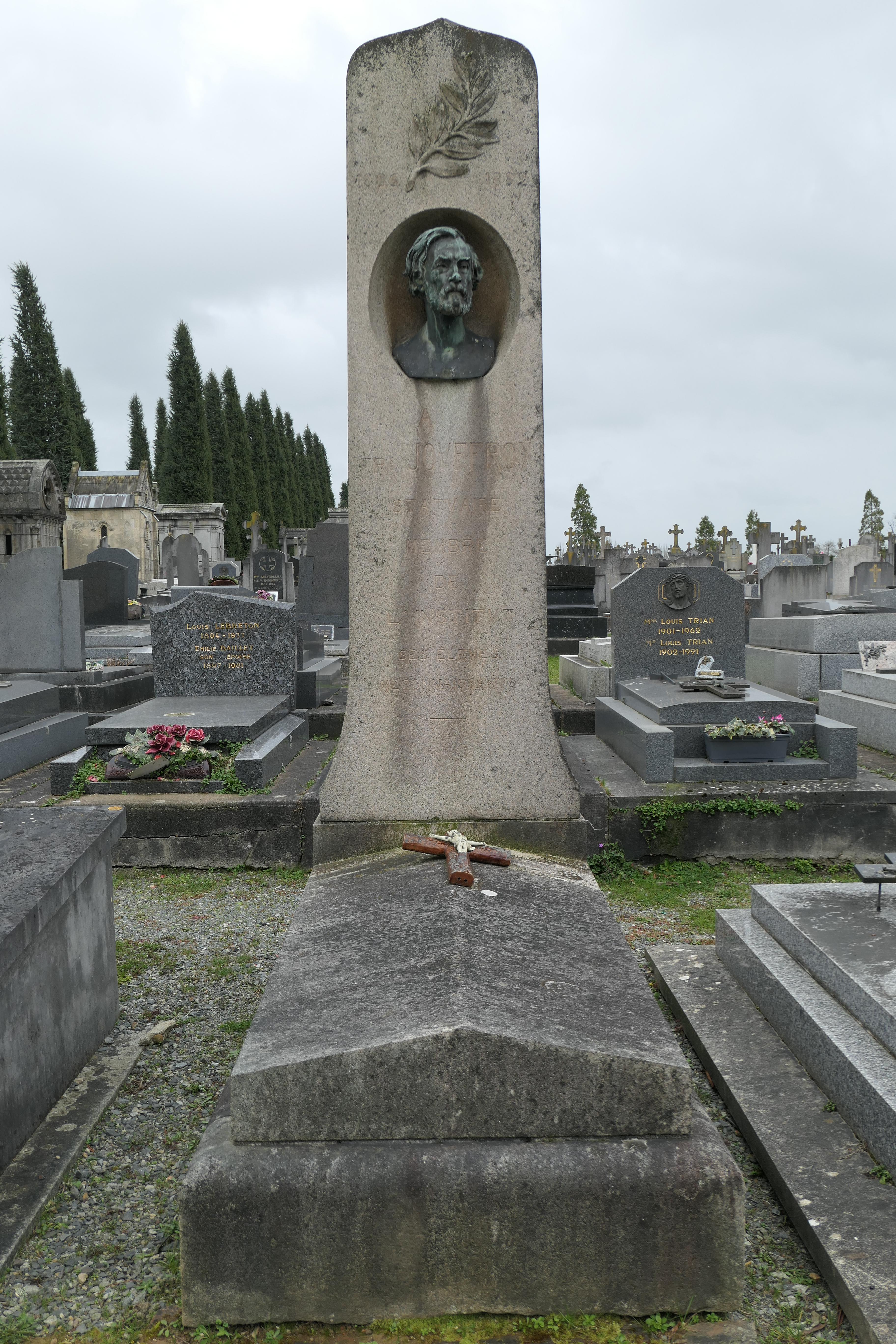
Sírja Lavalban.

Dijonban, az akkor Saint Jean utcában álló házban született, apja, André Jouffroy pék volt. Rajztanulmányait 1817-ben, szülővárosában kezdte az Anatole Devosge igazgatósága alatt működő rajziskolában, szobrászati ismeretekre Nicolas Bornier oktatta. 1823-ban Párizsba utazott, miután elnyerte Côte d'Or megye Általános Tanácsának díját, és itt Étienne-Jules Ramey tanítványául szegődött. 1824. április 10-én vették fel a párizsi École des Beaux-Arts hallgatói közé. 1826-ban a második helyezést érte el „Órión halála” (La Mort d'Orion) művével, 1832-ben pedig a Római Díj (Prix de Rome) első helyezettje lett „A lesújtott Kapaneusz Théba falai alatt” (Capanée foudroyé sous les murs de Thèbes) című szobrával, így 1833-tól ösztöndíjjal Itáliában élt. 1835-ben egy Rómából küldött márványszobrával szerepelt először a párizsi Szalonban: „Egy sír fölött zokogó fiatal nápolyi pásztor“ (Un jeune pâtre napolitain pleurant sur un tombeau) címmel.
Párizsba való visszatérte után folyamatosan szerepelt a Salon kiállításain: 1838-ban a „Káin megátkozása után“ (Cain après la malédiction), című szobrával másodosztályú érmet nyert. A következő évben nagy sikert aratott egy bájos figurával: „Fiatal leány, aki titkát Vénuszra bízza” (Jeune fille confiant son secret à Vénus) címmel. Érzelem, elegáns és finom modellezés, nagyon kecses formák, a naiv egyszerűség kifejezése jellemezte ezt a figurát, amely kiérdemelte az első osztályú kitüntetést. Ugyanez a finom ábrázolás jellemezte a „Kiábrándulás” (La Désillusion) című, 1841-es Salon alkalmával kiállított szobrát is.
1843-ban kapott megbízást a párizsi Institution nationale des Jeunes Aveugles (Fiatal Vakok Nemzeti Intézete) oromzatának díszítésére. Jeleneteiben azt ábrázolta, amint a fiatalok az intézetben tanított tárgyak (a zene, a tipográfia stb.) területén gyakorolják magukat.
Ugyanez évben, 1843-ban Elisa de Lamartine tanítványával együtt, annak tervrajza alapján a párizsi Saint Germain l'Auxerrois templomban egy márványból készült szenteltvíztartót készített, melynek közepén a keresztet három puttó szobra veszi körül. Ez a mű szerepelt is az 1844. évi Salonon „Merlin tábornok” büsztjével (Buste d'Antoine François Eugène Merlin) együtt.
1845-ben két márványszobrot kellett készítenie a francia felsőház részére (Chambre des pairs), s e szobrok, a „Tavasz” (Le Printemps) és az „Ősz” (L'Automne) megjelentek az 1845. évi Salon bemutatóján, 1848-ban pedig az „Álmodozás” (Rêverie) márványszobrával szerepelt.
További jeles munkái: „Elhagyott Ariadné”, (Ariane abandonnée) (1853); „Gaspar Monge” (1839), „Madame Arsène Houssaye” (1847), „Madam Talma, Chalot grófné (Caroline Vanhove színésznő) (1847)” mellszobrai; „Krisztus és a 12 apostol” magas domborművei a párizsi Saint-Augustin-templom bejárata fölött (1862−1864); a „Védelem”, a „Büntetés” alakjai a párizsi igazságügyi palotán (1859–1865); a „Lírai költészet” (L'Harmonie) alakja a párizsi operaház homlokzatán.
1843-ban megkapta a francia Becsületrend lovagi, 1861. augusztus 13-án pedig a tiszti fokozatát.
1857. augusztus 1-jén az Académie des Beaux-Arts szobrászati szekciójának tagjává választották Pierre-Charles Simart helyére. A klasszicizmus lelkes híve volt. A párizsi École des Beaux-Arts professzora lett, ahol a 19. század végének számos szobrászát, például Paul-Laurent Biont,, Alexandre Falguière-t, Antonin Merciét, Elisa de Lamartine-t, Agénor Chapuy-t, Antonin Carlès-t, Jules Chaplain-t oktatta.
A lavali Vaufleury temetőben nyugszik.
Dijoni szülőházán, a rue Monge 19–21. szám alatt 1885. december 5-én avatták fel bronz mellszobrát, Léon Breuil alkotását.

## Művei (nem teljes)
| Alkotás eredeti neve                                                                   | Alkotás neve magyarul                                                                | Lelőhely                                                                             | Készítés dátuma                  | Megjegyzések | Kép        |
| -------------------------------------------------------------------------------------- | ------------------------------------------------------------------------------------ | ------------------------------------------------------------------------------------ | -------------------------------- | --- | ---------- |
| La mort d'Orion                                                                        | Órión halála                                                                         | Nem ismert                                                                           | 1826                             | Jouffroy ezzel a művével második díjat nyert az 1826-os Római Díj versenyen. |            |
| Capanée foudroyé sous les murs de Thèbes                                               | A lesújtott Kapaneusz Théba falai alatt                                              | Párizs; École nationale supérieure des Beaux-Arts                                    | 1832                             | Ez volt Jouffroy 1832-es Római Díj pályázaton győztes műve. |            |
| Un jeune pâtre napolitain pleurant sur un tombeau                                      | Fiatal nápolyi pásztor zokog egy sírhalom fölött                                     | Nem ismert                                                                           | 1835                             | Ez volt Jouffroy első pályázata a párizsi Szalonban |            |
| Buste de Jean-Baptiste de Santeul                                                      | Jean-Baptiste de Santeul büsztje                                                     | Versailles,Versailles-i kastély                                                      | 1837–1838                        | Fehér márvány. Jean de Santeul (1630–1697) latin nyelven író francia költő büsztje. Lajos Fülöp 1837. október 10-i határozatával rendelte meg a versailles-i Történelmi Galériák számára; a párizsi Bibliothèque Sainte-Geneviève-ben őrzött, Jacquet gipszmintája alapján 1782-ben kelt, Jean-Louis Couasnon által készített eredeti mellszobor után készült; 1838. február 18-án szállították le; 1200 frankot fizettek érte; 1838 februárjában került Versailles-ba. 1850-ben, a Márványlépcső előterében állt. A Magny-les-Hameaux-i Musée national de Port-Royal des Champs-ban 1956. június 8-tól 2008. április 3-ig volt kiállítva. |            |
| Saint Charles Borromée                                                                 | Borromei Szent Károly homlokzati fülkeszobra                                         | Párizs, Église de la Madeleine                                                       | 1837–1841                        | V. Pál pápa avatta szentté, 1610-ben. |            |
| Cain après la malédiction                                                              | Káin, elátkozása után                                                                | Compiègne, Musée Château                                                             | 1838                             | Az 1838-as párizsi Szalon alkalmával bemutatva. A Compiègne-i kastélymúzeum parkjában. |            |
| Buste de Charles-Paris d'Orléans-Longueville                                           | Charles-Paris d'Orléans, duc de Longueville (1649–1672)                              | Versailles,Versailles-i kastély, Déli szárny, Csaták galériája                       | 1838                             | Duc de Longueville gipsz mellszobra. A Versailles-i kastély déli szárnyának I. emeletén lévő Csaták galériájában kiállítva 1850-től. |            |
| Buste de Pierre-Claude Berbier du Mets                                                 | Claude Berbier du Mets                                                               | Versailles, Versailles-i kastély, Déli szárny, Csaták galériája                      | 1838                             | Pierre-Claude Berbier du Metz, altábornagy (1638–1690). A szobor Jean Tortebat festménye, illetve Gérard Edelinck metszete alapján készült. |            |
| Buste de Gaspard Monge                                                                 | Gaspard Monge büsztje                                                                | Beaune, Musée des Beaux-Arts                                                         | 1839                             | A mellszobrot Beaune-ban őrzik (a Musée de Dijon tulajdonaként). |            |
| Premier secret confié à Vénus ou Jeune fille confiant son secret à Vénus               | A Venusra bízott első titok avagy Fiatal lány Vénuszra bízza titkát                  | Párizs Musée du Louvre département des Sculptures                                    | 1839                             | Jouffroy egyik legismertebb műve. Ezt a márványkompozíciót 1840-ben a Ministère de la Maison du roi vásárolta meg a Musée du Luxembourg számára. Egy gipszváltozatát a Musée d'Art de Toulon őrzi, és Jouffroy egy kicsinyített gipszváltozatot adott a Musée des Beaux-Arts de Dijon számára is. A gipszöntvényt a Musee Crozatier au Puy-en-Velay őrzi. A márványváltozatot az 1839-es párizsi szalonban és az 1855-ös Párizsi Világkiállításon mutatták be. | Képgaléria |
| Buste de Béat-Jacques de La Tour-Châtillon                                             | Béat-Jacques de La Tour-Châtillon (1656–1704) büsztje                                | Versailles, Versailles-i kastély Déli szárny, Csaták galériája                       | 1840                             | Gipsz. Talapzat felirata: „Béat-Jacques de La Tour-Châtillon Comte Lieutenant général des Armées du Roi. Tué á Hochstett 1704.” (Béat-Jacques de La Tour-Châtillon gróf, a király hadseregének főhadnagya. Meghalt Hochstettben 1704-ben.) 1850-ben a XV. Lajos-korabeli előcsarnokban, a központi épület földszintjén volt. Ma kiállítva a Déli szárny I. emeletén, „Galerie des Batailles” (148. sz.), 1995. |            |
| Erigone                                                                                | Erigoné                                                                              | Dijon, Musée des Beaux-Arts                                                          | 1841                             | Az 1850. évi párizsi Szalonon szerepelt. Márvány szobor a Dijoni múzeum számára. |            |
| La Désillusion                                                                         | A kiábrándulás                                                                       | Dijon, Musée des Beaux-Arts                                                          | 1841                             | Bemutatva az 1841. évi párizsi Szalonon. Márvány szobor a Dijoni múzeum számára. |            |
| Buste de Ferdinand de Marsin                                                           | Ferdinand de Marsin büsztje                                                          | Versailles, Versailles-i kastély Déli szárny, Csaták galériája                       | 1841–1842                        | Gipsz. Déli szárny I. emeletén, „la Galerie des Batailles” része, 1850. |            |
| Buste de Lamartine                                                                     | Lamartine büsztje                                                                    | Mâcon, Musée Lamartine                                                               | 1843                             | A Musée Lamartine-on kívül egy példánya található a Musée Carnavalet gyűjteményében, Párizsban. No.: S1644. |            |
| Institute National des Jeunes Aveugles, (IMJA) Paris                                   | Fiatal Vakok nemzeti Intézete                                                        | Párizs, Institute National des Jeunes Aveugles, Boulevard des Invalides 56, Paris 7e | 1843                             | A timpanonban a jótékonyságáról hírneves Valentin Haüy, amint vak fiatalokat tanít. |            |
| Bénitier en marbre avec angelots (putto)                                               | Márvány szenteltvíztartó három puttóval                                              | Párizs, Saint-Germain l'Auxerrois-templom                                            | 1844                             | Jouffroy tanítványa, Elisa de Lamartine rajza alapján. Ezt a darabot Ferdinand Barbedienne bronzba is öntötte. |            |
| Buste de Marie Leszczynska                                                             | Leszczyńska Mária francia királyné büsztje                                           | Versailles, Versailles-i kastély, Déli szárny, Provence-i lépcső                     | 1844                             | Anyaga: gipsz. 1964-től a Provence lépcsőcsarnokban. |            |
| Buste d'Antoine François Eugène Merlin                                                 | Antoine François Eugène Merlin büsztje                                               | Douai; Musée de la Chartreuse                                                        | 1844                             | Merlin, Antoine François Eugène gróf, tábornok, egyenruhás mellszobra a Francia Köztársaság becsületrendjével. |            |
| Saint Bernard statue                                                                   | Clairvaux-i Szent Bernát szobra Dijonban                                             | Dijon, Place Saint-Bernard                                                           | 1844–1847                        | A dijoni Szent Bernát téren álló bronz és mészkő szobor. A keresztes hadjáratot hirdető Clairvaux-i Szent Bernátot bal kezével keresztet szorongatva ábrázolja. A talapzat körül III. Jenő pápa; VII. Lajos király; II. Hugó, Burgundia hercege, aki a „le Pacifique” („Békés”) ragadványnevet nyerte el, mivel uralkodása alatt államai kevés konfliktust éltek át; Suger apát, Pierre le Vénérable Cluny apátja; Hugues de Payns (a templomosok nagymestere) kőből készült ábrázolásai láthatók. Eredeti helyszín: Dijon, place Dupuis (Côte-d'Or). Az emlékmű alkotói: A Szent Bernát szobor és a dombormű alakjai Jouffroy alkotásai. A műemlék, mind terveiben, mind egészében és részleteiben a dijoni építész, Adrien-Léon Lacordaire munkája. Az építészeti díszeket Auguste Forey dijoni szobrászművész faragta. | Képgaléria |
| Hôtel de Saint-Seine                                                                   | Saint-Seine palota                                                                   | Dijon, 29 rue Verrerie                                                               | 1844–1848                        | Az épületet 1420 körül építtette a de Mailly család, Dijonban, a Verrerie utca 29. szám alatt található. A jobb oldali szárnyban 1844–1848 között új előcsarnok, monumentális lépcsőház épült. A lépcsőház díszítésére, beleértve az első emeleti lépcsőfeljáró falán elhelyezett szobrokat, François Jouffroy kapott megbízást. |            |
| L’Automne                                                                              | Ősz                                                                                  | Párizs, Luxembourg-palota, Galerie des Questeurs                                     | 1845                             | Márvány. A párizsi Salonon 1845-ben bemutatva. Márvány szobor, eredetileg készült a Chambre des pairs számára. |            |
| Le Printemps                                                                           | Tavasz                                                                               | Párizs, Luxembourg-palota, Galerie des Questeurs                                     | 1845                             | Márvány. A párizsi Salonon 1845-ben bemutatva. Márvány szobor, eredetileg készült a Chambre des pairs számára. |            |
| La Rêverie                                                                             | Álmodozás                                                                            | Dijon, Musée des Beaux Arts                                                          | 1848                             | Márvány. A párizsi Salonon 1848-ban bemutatva. Márvány szobor, készült a Dijoni múzeum számára. |            |
| Buste de Guillaume Dode de la Brunerie                                                 | Guillaume Dode de la Brunerie büsztje                                                | Grenoble, Musée de Grenoble                                                          | 1849                             | Anyaga: gipsz. |            |
| Le Prince de Joinville remettant le cercueil de l'empereur à Louis-Philippe            | Joinville hercege átadja a császár koporsóját Lajos Fülöpnek                         | Párizs, Invalidusok dómja - Napóleon sírja                                           | 1851                             | Az Invalidusok kriptájában található két fehér márvány dombormű egyike. A kriptába egy impozáns bronzajtón keresztül lehet leereszkedni, amely egy lépcsőhöz vezet. Ezen az ajtón Napóleon végrendeletének egy részlete olvasható „Azt kívánom, hogy hamvaim a Szajna partján nyugodjanak, a franciák között, akiket annyira szerettem.” A lépcső alján Jouffroy reliefjei találhatók. Jouffroy a Joinville-i herceget ábrázolja, amint Napóleon koporsóját átadja Lajos Fülöpnek. Napóleon 1821. május 5-én halt meg Szent Ilona szigetén, ahol 1815 óta száműzetésben élt. A szigeten temették el, és maradványai 1840-ig ott maradtak, amikor Lajos Fülöp úgy döntött, hogy a holttestet visszahozzák Franciaországba. Egy csapat francia tengerész Joinville herceg parancsnoksága alatt a koporsóját a „Belle Poule” nevű hajó fedélzetén Franciaországba vitte. Ez az epizód »Hamvak visszatérése« (Retour des cendres) néven ismert. |            |
| Le Prince de Joinville assistant à l'exhumation du corps de l'empereur à Sainte-Hélène | Joinville hercege részt vesz a császár holttestének exhumálásán Szent Ilona szigetén | Párizs, Invalidusok dómja - Napóleon sírja                                           | 1851                             | Fehér márvány. A „Hamvak hazahozatala” (Retour des cendres) jelenet része. |            |
| Les quatre Evangélistes                                                                | A négy evangélista                                                                   | Párizs, Szent Clotild-bazilika                                                       | 1851                             | Anyaga: fa. A templom szószékének sarkain a négy evangélista alakja. | [ 63 ]     |
| Ariane abandonnée par Thésée dans l'île de Naxos                                       | A Thészeusz által elhagyott Ariadné Náxosz szigetén                                  | Tarbes, Musée Massey                                                                 | 1853                             | Szerepelt: Párizs, 1900. évi világkiállításon; Exposition centennale de l'art français 1800–1889, Párizs; 1900. április 15. – november 12., Grand Palais, Párizs |            |
| L'Art et la Science                                                                    | Művészet és tudomány                                                                 | Párizs, Louvre, Mollien sarokszárny Napóleon udvar felé eső homlokzat                | 1855−1857                        | Ez a mű a Napóleon udvart övező épülettömbök Mollien melléképületének – a Napóleon udvar felé eső – homlokzatán látható. Az eredeti gipszmodelljét a Musée d’Orsay őrzi. |            |
| Cariatides                                                                             | Kariatidák                                                                           | Párizs, Louvre, Mollien sarokszárny Napóleon udvar felé eső homlokzat                | 1855–1857                        | A saroképület homlokzata fölé magasodó ablak jobb és bal oldalán. |            |
| Statue de Jean-Baptiste Massillon                                                      | Jean-Baptiste Massillon szobra                                                       | Párizs, Louvre. Napóleon udvar, IV. Henrik szárny                                    | 1855–1857                        | A „Court Napoleon”, „Alie Henri IV.” épület homlokzatán. |            |
| Statue de Saint Bernard                                                                | Szent Bernát szobra                                                                  | Párizs, Louvre, Napoleon udvar, Colbert szárny                                       | 1855–1857                        | A Colbert szárny homlokzatának I. emeleti 3. szobra. | Képgaléria |
| Statue de Napoleon en tant que lieutenant Bonaparte                                    | Bonaparte Napoleon szobra hadnagy korában                                            | Auxonne, Place d'Armes                                                               | 1856–1857                        | Bonaparte Napóleon, a Fère-ezred fiatal alhadnagyaként 19 évesen érkezett és 1788/1789-ben tanult az auxonne-i tüzériskolában, majd hadnagyként is visszatért Auxonne-ba. A talapzatán lévő bronz domborművek: 1. Bonaparte az auxonne-i garnizonban, 1788. 2. Győzelem az Arcole-hídi csatában, 1796. 3. Bonaparte Első Konzul; 4. Nalóleon császárrá koronázása, 1804. | Képgaléria |
| Napoléon Bonaparte álló szobra (makett)                                                | Napoleon Bonaparte                                                                   | Auxonne; Musée Bonaparte                                                             | 1856–1857                        | Festett gipsz. Az 1857-ben az auxonne-i Place d'Armes téren felállított Napóleon-szobor gipszmakettje, bal karja hiányzik. |            |
| La Protection                                                                          | Az oltalom (Védelem)                                                                 | Párizs, Palais de Justice                                                            | 1859                             | Az Igazságügyi Palota, Párizs nyugati homlokzatán áll a rue d'Harlay-n. |            |
| Le Châtiment                                                                           | A büntetés (Az ítélet)                                                               | Párizs, Palais de Justice                                                            | 1859                             | Az Igazságügyi Palota, Párizs nyugati homlokzatán áll a rue d'Harlay-n. |            |
| Nymphe étendue                                                                         | Fekvő nimfa                                                                          | Dijon Musée des Beaux Arts                                                           | 1860-as évek                     | Festett gipsz. |            |
| La Sculpture                                                                           | A szobrászat                                                                         | Párizs, Palais du Louvre. Lescot-szárny.                                             | 1861                             | A Louvre Cour Carrée-t (Négyzet alakú udvart) övező épülettömbök nyugatra eső részének „Lescot szárnya” földszinti szoborfülkéjében, a „Pavillon de l'Horloge” előtti utolsó szobor. |            |
| Le Christ et les douze apôtres                                                         | Krisztus és a 12 apostol                                                             | Párizs, Église de Saint-Augustin, Paris                                              | 1862                             | A párizsi Szent Ágoston-templom árkádos, lépcsősoros főbejáratának homlokzatát díszítő magasdombormű. |            |
| Statue représentant Varsovie sur la façade de la Gare du Nord                          | Varsót ábrázoló szobor a Gare du Nord homlokzatán                                    | Párizs, Paris Gare du Nord                                                           | 1863                             | Párizs főpályaudvarának homlokzatát díszítő szobor. |            |
| Statue représentant Bruxelles sur la façade de la Gare du Nord                         | Brüsszelt ábrázoló szobor a Gare du Nord homlokzatán                                 | Párizs, Paris Gare du Nord                                                           | 1863                             | Párizs főpályaudvarának homlokzatát díszítő szobor. |            |
| L'Harmonie                                                                             | Harmónia                                                                             | Párizs; Opéra Garnier és Musée d’Orsay                                               | 1865                             | A szobor, melyet „la Poésie” néven is emlegetnek, a párizsi Opéra Garnier földszinti homlokzati díszeinek egyike. (Párizs, 9. kerület). Gipsz modelljét a Musée d'Orsay-ban őrzik. | Képgaléria |
| Source-Seine                                                                           | A Szajna forrásának nimfája                                                          | Source-Seine                                                                         | orig. 1867, rekonstrukció: 1934. | Jouffroy nimfát ábrázoló szobra, amelynek másolatát Gabriel Davioud, Victor Baltard és Jean Combaz építészek a Szajna forrásának egyik barlangjában, a Nimfa nevű barlangban használták fel. |            |
| Marine Guerrière                                                                       | Haditengerészet                                                                      | Párizs, Palais du Louvre, Guichets Lesdiguières                                      | 1868                             | A Lesdiguières kapuk közül a középső bal oldalán. | Képgaléria |
| Marine marchande                                                                       | Kereskedelmi tengerészet                                                             | Párizs, Palais du Louvre, Guichets Lesdiguières                                      | 1868                             | A Lesdiguières kapuk közül a középső jobb oldalán. | Képgaléria |
| La tombe d'Édouard Monnais                                                             | Édouard Monnais síremléke                                                            | Párizs; Père-Lachaise temető (55. divízió)                                           | 1868                             | Fehér márvány medál alakú portré (42 cm átmérővel). Jelezve: Jouffroy. | Képgaléria |
| L'Aurore                                                                               | Aurora                                                                               | Párizs, Marco Polo park                                                              | 1870                             | A szobor a Jardin des Grands-Explorateurs Marco-Polo et Cavelier-de-la-Salle elnevezésű zöldterületen, Párizs 6. kerületében látható. Sérült. | Képgaléria |
| Achille Leclère                                                                        | Achille Leclère                                                                      | Thionville; Tribunal de grande Instance (Elsőfokú Bíróság)                           | 1872                             | Achille François René Leclère francia építész. Az akadémia könyvtárának előterében állt. |            |
| Saint Bernard de Clairvaux                                                             | Szent Bernát                                                                         | Arras, Cathédrale Saint-Vaast                                                        | 1877                             | Jouffrey ezt a fehér márványból készült művét az 1877-es Párizsi Szalonon mutatta be, és a francia állam megvásárolta a párizsi Église Sainte-Geneviève (Panthéon) számára. A szobrot 1934-ben Arras-ba szállították. |            |
| Académie d'homme                                                                       | Férfiakt                                                                             | Douai, Musée de la Chartreuse                                                        | 19. század második fele          | Gipsz. Bal karja hiányzik. |            |
| Buste de Louis Braille                                                                 | Louis Braille büsztje                                                                | Coupvray, Maison Louis Braille                                                       | 19. század második fele          | Márvány mellszobor a Coupvray-ben – Braille gyermekkorának színhelyén – berendezett Braille-ház múzeumban. |            |

## Fordítás
- Ez a szócikk részben vagy egészben  a   François Jouffroy című angol Wikipédia-szócikk ezen változatának fordításán alapul.  Az eredeti cikk szerkesztőit annak laptörténete sorolja fel. Ez a jelzés csupán a megfogalmazás eredetét és a szerzői jogokat jelzi, nem szolgál a cikkben szereplő információk forrásmegjelöléseként.